# Нейпелс (селище, Нью-Йорк)
Нейпелс (англ. Naples) — селище (англ. village) в США, в окрузі Онтаріо штату Нью-Йорк. Населення — 931 особа (2020).

## Географія
Нейпелс розташований за координатами 42°37′4″ пн. ш. 77°24′8″ зх. д. / 42.61778° пн. ш. 77.40222° зх. д. (42.617640, -77.402101).  За даними Бюро перепису населення США в 2010 році селище мало площу 2,55 км², уся площа — суходіл.

## Демографія
Згідно з переписом 2010 року, у селищі мешкала 1041 особа в 445 домогосподарствах у складі 294 родин. Густота населення становила 408 осіб/км².  Було 496 помешкань (195/км²).
Расовий склад населення:
| - 96,7 % — білих - 1,0 % — чорних або афроамериканців - 0,4 % — корінних американців - 0,3 % — азіатів |

До двох чи більше рас належало 1,3 %. Частка іспаномовних становила 0,8 % від усіх жителів.
За віковим діапазоном населення розподілялося таким чином: 26,0 % — особи молодші 18 років, 60,2 % — особи у віці 18—64 років, 13,8 % — особи у віці 65 років та старші. Медіана віку мешканця становила 40,3 року. На 100 осіб жіночої статі у селищі припадало 86,6 чоловіків;  на 100 жінок у віці від 18 років та старших — 84,7 чоловіків також старших 18 років.
Середній дохід на одне домашнє господарство  становив 56 686 доларів США (медіана — 47 917), а середній дохід на одну сім'ю — 62 362 долари (медіана — 52 292). Медіана доходів становила 41 827 доларів для чоловіків та 34 063 долари для жінок. За межею бідності перебувало 16,9 % осіб, у тому числі 19,9 % дітей у віці до 18 років та 3,3 % осіб у віці 65 років та старших.
Цивільне працевлаштоване населення становило 470 осіб. Основні галузі зайнятості: освіта, охорона здоров'я та соціальна допомога — 34,5 %, мистецтво, розваги та відпочинок — 12,1 %, науковці, спеціалісти, менеджери — 10,9 %, виробництво — 9,8 %.